# Gebiedende wijs
De gebiedende wijs of imperatief is een van de wijzen van een werkwoord. Door middel van de imperatief (uit het Latijn, imperare: bevelen) kan een bevel, verzoek, wens of advies tot uitdrukking worden gebracht. De gebiedende wijs wordt vaak gebruikt met een uitroepteken, maar dat is niet nodig.

## Enkelvoud
De imperatief enkelvoud wordt gebruikt zonder onderwerp en heeft dezelfde vorm als de stam van het werkwoord:
- Loop door.
- Eet je bord leeg.
- Schrijf dat op.
- Word wakker.

Soms wordt de infinitief gebruikt:
- Niet roken.
- Deur sluiten.

Een voordeel van de infinitief is dat een lijdend voorwerp vaak niet nodig is:
- Niet in de hand houden.

### Positieve betekenis
De imperatief hoeft niet altijd met een negatieve connotatie gepaard te gaan, zelfs het tegenovergestelde kan het geval zijn:
- Slaap lekker.
- Ga zitten.
- Eet smakelijk.

## Meervoud
Vroeger werd stam+t gebruikt als men meerdere personen aanspreekt. Die vorm is nog te vinden in archaïsche teksten als
- Koopt Nederlandsche waar, dan helpen wij elkaar,
- Komt allen tezamen
- Makkers, staakt uw wild geraas,
- Stemt Mr. Oud (verkiezingsaffiche VVD uit 1952) en
- Beidt uw tijd,

maar ook in een begrip als
- staakt-het-vuren.

In oproepen om de Februaristaking te herdenken, vinden we de imperatief met t nog. De oproep eindigt traditioneel met "Neemt allen deel!" of "Komt allen!!"
Hier wordt waarschijnlijk aangesloten bij het gebruik van de imperatief in de stakingsoproep van februari 1941 met onder meer de tekst "Organiseert in alle bedrijven de protest-staking. Weest solidair. Staakt! Staakt! Staakt! Strijdt fier."
Bij de start van de Ronde van Vlaanderen worden bij het startschot nog steeds de historische woorden van Karel Van Wijnendaele herhaald: "Heren, vertrekt!"
Tegenwoordig wordt in de Nederlandse taal geen onderscheid gemaakt tussen de imperatief enkelvoud en de imperatief meervoud:
- Kinderen, loop door.
- Leerlingen, schrijf dat op.

## Gebiedende wijs met subjectsvorm
Indien de subjectsvorm in de zin als gebiedende wijs wordt gebruikt, worden de werkwoorden zoals gebruikelijk vervoegd. Men krijgt dan:
- Lopen jullie eens door!

### Beleefdsheidsvorm
De beleefdheidsvorm van de imperatief heeft als subjectsvorm altijd u in de zin, er wordt dan automatisch met stam + t vervoegd
- Gaat u zitten!

## Verleden tijd
De gebiedende wijs kan ook in de verleden tijd gebruikt worden:
- Had nou even gebeld!
- Was dan gekomen!

## Foutief gebruik
In de praktijk ziet men soms een t als de stam van het werkwoord op -d eindigt. Bijvoorbeeld:
- Vermijdt het spitsuur, vertrek op tijd.

Een foutief gebruik wordt ook aangetroffen als de zin een wederkerend voornaamwoord bevat, bijvoorbeeld in de zinnen
- Wendt u tot de balie.
- Meldt u nu aan!

De -t is hier onjuist; de vergissing ontstaat doordat u opgevat wordt als persoonlijk voornaamwoord en niet als wederkerend voornaamwoord in de werkwoorden zich wenden en zich aanmelden.
De imperatief moet hier als volgt geschreven worden:
- Wend u tot de balie.
- Meld u nu aan!

Een alternatieve formulering is:
- Wendt u zich tot de balie.
- Meldt u zich nu aan!